# Ты и я (фильм, 1938)
«Ты и я» (англ. You and Me) — американский кинофильм режиссёра Фрица Ланга, вышедший на экраны в 1938 году.
Фильм рассказывает о паре влюблённых, Хелен (Сильвия Сидни) и Джо (Джордж Рафт), которые после условно-досрочного освобождения работают в универсальном магазине. Не желая отпускать Джо, который после истечения срока УДО собирается уехать в другой город, Хелен предлагает ему жениться, скрыв, что всё ещё находится на УДО, правилами которого запрещено вступать в брак. Позднее, когда её обман вскрывается, это толкает Джо к возвращению в банду, которая планирует ограбить магазин. В итоге прогрессивно мыслящему владельцу универмага удаётся предотвратить преступление, а Джо вернуть к Хелен.
Это был третий совместный фильм режиссёра Фрица Ланга и актрисы Сильвии Сидни после таких удачных, но значительно более мрачных картин, как «Ярость» (1936) и «Жизнь даётся один раз» (1937). Сам Ланг оценивал фильм невысоко, такого же мнения была и критика, главным образом, по причине жанровой путницы в картине. Современные критики оценивают фильм более позитивно, рассматривая его как во многом новаторскую и визуально увлекательную картину.

## Сюжет
Владелец крупного универмага Джером Моррис (Гарри Кэри) принимает на работу многих лиц, получивших условно-досрочное освобождение. Объясняя свою политику жене, он заявляет, что из 2500 работников таких людей у него всего 50, и об их былой биографии остальным сотрудникам не известно. Таким образом, Моррис рассчитывает добиться того, что эти бывшие заключённые благодаря работе в его магазине и общению с нормальными людьми порвут со своим преступным прошлым и вернутся к нормальной жизни. К одному из продавцов обувного отдела и бывшему заключённому по имени Картер (Уоррен Хаймер) приходит главарь банды Микки Бейн (Бартон Маклейн), требуя устроить ему встречу с ещё одним бывшим членом их банды Джо Деннисом (Джордж Рафт). Джо работает в универмаге продавцом теннисных ракеток, но в связи с истечением срока условно-досрочного освобождения собирается в ближайшие дни переехать в Калифорнию. Перед отъездом Моррис, который высоко ценит Джо, даёт ему рекомендательные письма для устройства на работу, напоминая, что тот всегда может вернуться обратно. Позднее в тот же день Микки находит Джо, предлагая ему выгодное дело, однако тот категорически отказывается. За время работы Джо близко сошёлся с продавщицей из универмага Морриса по имени Хелен Робертс (Сильвия Сидни), не зная, что она также отбывала срок в тюрьме, и в данный момент находится на УДО. Джо испытывает к Хелен романтические чувства, но боится признаться ей, опасаясь, что она не захочет связать свою жизнь с бывшим заключённым. Перед расставанием они заходят в ресторан потанцевать, где к Хелен начинает приставать пьяный мужчина. Джо вступает с ним в потасовку, однако Хелен сдерживает его, напоминая, что если его задержат за драку, то он снова может оказаться в тюрьме. В тот момент, когда автобус Джо уже трогается с места, Хелен, которая также в него влюблена, предлагает пожениться. Джо на ходу выпрыгивает из автобуса, и тем же вечером они направляются к мировому судье, который регистрирует их брак. Они решают поселиться у Хелен, которая снимает комнату в пансионе, которым управляет добрая миссис Левин (Вера Гордон) вместе со своим мужем. Раскладывая вещи мужа в шкафу, Хелен натыкается на свою карточку УДО, где в правилах чётко написано, что в период условно-досрочного освобождения запрещено вступать в брак. Она прячет карточку от Джо, продолжая скрывать своё прошлое. Затем она просит Джо не говорить никому на работе, что они поженились, так как, по её словам, мистер Моррис не одобряет браки между сотрудниками. На следующий день в магазин к Хелен заходит её инспектор по УДО мистер Дейтон (Уиллард Робертсон), обещая навестить её дома в ближайшее время. Вместо свадебного путешествия Джо приглашает Хелен в экскурсию по ресторанам шведской, итальянской, китайской и венской кухни, в одном из которых Джо встречает Микки с подручными, обещая навестить его в универмаге. Тем временем заботливая миссис Левин приготовила для молодой пары рыбу-фиш, и, кроме того, освободила для них ещё одну комнату. Оставшись с хозяйкой наедине, Хелен просит её не говорить проверяющим из универмага, что она замужем, так как руководство не одобряет браки между сотрудниками. На следующий день в универмаге Джо узнаёт у своего коллеги, что тот женат на их сотруднице. Между тем мистер Дейтон приглашает Хелен к себе, отмечая, что она соблюдает все правила УДО, и потому, облегчает ей режим, разрешая отмечаться у него раз в месяц вместо каждой недели, однако напоминает ей о необходимости воздержаться от брака, вплоть до истечения срока УДО. Разбирая дома вещи, Джо натыкается на пачку личных писем Хелен, среди которых находится её карточка УДО. Хелен просит не трогать её личные письма, что Джо воспринимает как признак недоверия и в раздражении уходит на улицу. Тем временем в доме появляется Дейтон, который проходит в одну из комнат Хелен, говоря, что до него дошли слухи, что она близка с Джо и каждый день их видят вместе в метро. Он предостерегает Хелен, опасаясь, что через Джо она может попасть в плохую компанию, и напоминает ей о необходимости соблюдения правил УДО, до истечения срока которого осталось три месяца. Тем временем Джо возвращается домой, но миссис Левин провожает его в другую комнату. После ухода Дейтона недоумевающий Джо просит объяснить, кто к ней приходил, на что Хелен отвечает, что это был старый коллега по универмагу, который не хотел, чтобы их видели вместе. Когда Джо говорит Хелен, что в их магазине работают муж и жена, она отвечает, что им разрешили пожениться, поскольку они родственники Морриса. На Рождество всем сотрудникам магазина выдают премии, после чего Картер уговаривает довольного Джо сходить отпраздновать это событие вместе со старыми друзьями. Во время разговора за столом с членами своей банды Микки предлагает ограбить магазин Морриса, однако Джо в очередной раз отказывается. Когда же ему говорят, что Хелен обманывает его и скрывает, что находится на УДО, Джо приходит в ярость и убегает. Дома за приготовлением рождественского торта Хелен доверительно намекает миссис Левин, что ожидает ребёнка. Вскоре появляется Джо, вынуждая Хелен сознаться, что она провела три года в тюрьме и уже полгода находится на испытательном сроке. Джо возвращается на бандитскую гулянку, после которой Микки обращается к адвокату, который должен будет обеспечить ему легальное прикрытие в случае провала ограбления. Адвокат доводит информацию о визите Микки до людей Морриса, после чего за бандой устанавливается слежка. Джо не разговаривает с Хелен. В день ограбления Картер тайно звонит Хелен, настойчиво предлагая ей вечером увести Джо в кино, «иначе у Джо и Морриса будут неприятности». Хелен догадывается, что Джо втянули в ограбление, и Картер в итоге подтверждает это. Хелен направляется к Моррису, сообщая ему о готовящемся ограблении. Вечером восемь бандитов во главе с Джо на грузовике подъезжают к задним воротам магазина, легко проникают в помещение и входят в торговый зал. Неожиданно в зале включается свет, и банда видит, что окружена группой вооружённых людей, во главе которых стоят Моррис и Хелен. Разоружив грабителей, Моррис заявляет, что ему было всё известно и без Хелен. Так как все грабители, за исключением Микки, который остался в машине на улице, являются сотрудниками его универмага, Моррис решает дать им ещё один шанс. Он считает, что вместо того, чтобы проедать государственный хлеб в тюрьме и попадать под влияние преступников, будет лучше, если они сами будут зарабатывать себе на хлеб в окружении приличных людей. И потому требует, чтобы завтра утром все вовремя вышли на работу. С этими словами Моррис вместе со своими людьми покидает зал, оставляя Хелен, которая читает неудавшимся грабителям лекцию о том, почему преступление для них не выгодно с экономической точки зрения. Взяв в руки мел, Хелен делает на доске расчёт, в соответствии с которым если бы бандиты украли из магазина товара на 30 тысяч долларов, то скупщик краденого заплатил бы им за него всего 15 % от его стоимости, и с учётом гонорара босса, а также расходов на транспорт и взятки, на каждого из восьми бандитов в итоге останется всего по 133 доллара. И за эти деньги, по словам Хелен, они рискуют потерять работу, дом и даже жизнь, окажутся в тюрьме или будут вынуждены скрываться от правосудия неопределённо долгое время, и при этом искать где-то новый источник заработка. Как говорит Хелен, для них намного выгоднее работать в магазине, стабильно получая зарплату, и без опаски смотреть в завтрашний день. Согласившись со словами Хелен, грабители благодарят её за лекцию, после чего расходятся по домам, собираясь завтра выйти на работу. Тем временем полиция арестовывает Микки как организатора ограбления. Тем не менее, Джо, по-прежнему считая, что Хелен его обманула, заявляет, что отказывается от брака с ней. После её ухода товарищи убеждают его, что он не прав. Успокоившись, Джо покупает в магазине дорогие духи и торопится домой, чтобы помириться с Хелен. Тем временем, она, несмотря на сопротивление миссис Левин, собирает свои вещи и со словами, что Джо никогда не простит её за обман, уходит из дома, собираясь в одиночку воспитывать ребёнка. Вернувшись домой, Джо обнаруживает на столе записку, в которой Хелен просит простить её за обман и что он свободен, так как их брак не действителен. Джо выбегает на улицу, пытаясь догнать её, но Хелен уже ушла. Узнав о ребёнке, Джо на следующий день подключает к поискам своих товарищей, и после нескольких месяцев поисков, в конце концов, Картер находит её прямо перед самыми родами в одной из больниц города. Джо вместе с друзьями приходит в больницу, узнавая, что роды прошли успешно. Джо обнимает Хелен, и они женятся снова, на этот раз — по закону.

## В ролях
- Сильвия Сидни — Хелен Деннис
- Джордж Рафт — Джо Деннис
- Бартон Маклейн — Микки Бейн
- Гарри Кэри — Джером Моррис
- Роско Карнс — Каффи
- Джордж Э. Стоун — Пэтси
- Уоррен Хаймер — Гил Картер, он же Гимпи
- Роберт Каммингс — Джим
- Адриан Моррис — Накс
- Роджер Грэй — Бат Хаус
- Сесил Каннингэм — миссис Моррис
- Вера Гордон — миссис Левин
- Эгон Бречер — мистер Левин
- Уиллард Робертсон — Дэйтон
- Гуинн Уильямс — Текст
- Бернардин Хейс — Нелли
- Джойс Кромптон — кудрявая блондинка
- Кэрол Пейдж — певица
- Эллен Дрю — кассирша

В титрах не указаны
- Эдвард Поли — Датч
- Джек Малхолл — полотёр

## История создания
По информации «Лос-Анджелес Таймс» от августа 1936 года, Норман Красна, который написал для фильма изначальную историю, подписал со студией Paramount Pictures контракт и на постановку фильма, что стало бы для него первой работой в качестве кинорежиссёра. На главные роли были выдвинуты Джордж Рафт и Кэрол Ломбард, однако обе звезды выступили против режиссёра-новичка, после чего Рафта отстранили от работы, а сам проект был «положен на полку». Некоторое время спустя, работа над фильмом была возобновлена, при этом режиссёром был назначен Ричард Уоллес, а на главные роли были поставлены Рафт и Сильвия Сидни. На этот раз против кандидатуры режиссёра выступила Сидни, предложив на эту должность Фрица Ланга, с которым она перед этим работала на фильмах «Ярость» (1936), который также был поставлен по рассказу Красны, и «Жизнь даётся один раз» (1937).
Согласно архивным документам Ланга, он начал работать над проектом 12 мая 1937 года. Как писал Красна, в декабре того же года, когда фильм был на стадии кастинга, Ланг после консультаций с ним утвердил Веру Гордон на роль миссис Левин. В своих письмах режиссёру Красна отмечал, что после того, как Ланг занял должность режиссёра, сценарий был «радикальным образом изменён», а также призывал Ланга: «Давай, сделай их, Фриц, ты один из немногих, кто на это способен». По информации Американского института киноискусства, «позднее Ланг подчёркивал влияние немецкого поэта и драматурга Бертольта Брехта на разработанную им концепцию фильма». Ланг отмечал, что именно Брехт изобрёл жанр «поучительной пьесы», который режиссёр применил в этом фильме, далее утверждая, что «хотел сделать картину, которая чему-то учит, развлекая с помощью песен».
Это был первый голливудский фильм немецкого композитора Курта Вейля, который сотрудничал с Брехтом на нескольких пьесах. На сайте AFI отмечено, что «по сравнению с другими американскими фильмами того времени, все музыкальные номера в фильме поданы необычно, демонстрируя влияние Брехта». Сразу после вступительных титров фильм начинается с композиции Вейля и Кослоу «Песня кассового аппарата», где, как указано в записках Ланга, «мужской баритон наполовину говорит, наполовину поёт». Песня звучит за кадром в то время, когда на экране даётся подборка образов, иллюстрирующих тему песни. Позднее, когда певица в ночном клубе поёт песню «Правильный парень для меня», на экран наплывает серия прибрежных кадров, не имеющих никакого отношения к сюжету фильма. Наконец, в «Песне стука», когда бывшие заключённые, выстукивая ритм, рассказывают о случае в тюрьме, песню сопровождают экспрессионистские визуальные образы тюрьмы.
На роль Микки Ланг первоначально пригласил Ллойда Нолана, однако его сменил Бартон Маклейн, когда Нолана срочно вызвали для съёмок в другом фильме Paramount.
Согласно правилам условно-досрочного освобождения, указанным в карточке Хелен, ей запрещалось вступать в брак до истечения срока УДО. Однако, как отмечено в записях Ланга, на самом деле в Нью-Йорке, где происходит действие картины, вышедшим на свободу по УДО не было запрещено вступать в брак. В итоге, в окончательном варианте картины нигде не говорится о том, в каком именно городе происходит его действие.
Согласно материалам Администрации Производственного кодекса, имя персонажа, которого играет Рафт, было изменено с Джо Дамати на Джо Деннис после замечания сотрудника Администрации о том, что «идентификация персонажа как итало-американца может привести к запрету фильма в Италии». Также директор Администрации Производственного кодекса Джозеф Брин первоначально возражал против того, чтобы офицер по УДО признал бы первый брак главных героев недействительным, так как это сделало бы ребёнка героев незаконнорожденным. Однако после встречи с руководством студии Брин изменил своё мнение при условии, что будет опущено упоминание о ребёнке, а некоторые фразы касательно второго брака будут изменены.
Бюджет фильма, согласно архивным документам Ланга, составил 789 тысяч долларов.

## Оценка критикой
Согласно информации Американского института киноискусства, после выхода на экраны «фильм получил неоднозначные отзывы критики». Так, журнал Variety заявил, что «на этот раз Ланг промахнулся». По мнению издания, «Ланг пытается смешать драматическую музыку с мелодраматическим действием больше, чем ранее. Это похоже на кинематографический вариант музыкальной постановки театра Mercury Орсона Уэллса, только с европейским привкусом. Впрочем, всё это довольно непонятно». Кинообозреватель Фрэнк С. Ньюджент написал в «Нью-Йорк Таймс»: «Один из немногих голливудских экспрессионистов Фриц Ланг попытался соединить мелодраматическую историю в стиле „парень встречает девушку“ с античной драмой, что дало довольно любопытный результат». Взяв за основу криминальную историю Нормана Красны, которая слегка напоминает рассказы Деймона Раниона, Ланг «вкрапил в это простое повествование серию нетрадиционных стилистических приёмов — песнопения, загробные голоса, монтаж звукового и изобразительного ряда». Как далее пишет Ньюджент, «довольно очевидно, что мистер Ланг… был подогрет некоторыми новейшими постановками на Бродвее — стилем живой газеты, „Юлием Цезарем“ Орсона Уэллса, лишённым сценографии „Нашим городом“». По мнению критика, Ланг «попытался порвать с голливудскими штампами, добиться более тесного единства звука и изображения на экране». Однако в результате этих экспериментов получился фильм, который Ньюджент оценил как «замечательно плохой».
Современная критика склонна трактовать картину как интересный, хотя и не вполне удавшийся эксперимент. Как отмечено в рецензии журнала TimeOut, в большинстве интервью Ланг называл этот фильм неудачным. Но, как указывает рецензент журнала, «даже если бы он был ещё большим провалом, чем стал на самом деле, он всё равно бы остался абсолютно замечательным фильмом». В этой связи прежде всего следует обратить внимание на «попытку Ланга сделать брехтовскую поучительную пьесу», на песни Курта Вейля, «включая блестящий первый номер», а также на идеи о криминальном мире, которые Ланг во многом позаимствовал как из «Трёхгрошовой оперы», так и из собственного фильма «М»". По мнению рецензента, «фильму, возможно, не хватает стилистической целостности, но всё равно в нём много отличных сцен».
Историк кино Том Вик написал, что этот «фильм, который сочетает в себе элементы мюзикла, романтической комедии и криминального фильма», стал «необычным экспериментом, который оставил публику и критиков того времени в недоумении». И потому «не удивительно, что он стал впечатляющим провалом в коммерческом плане, по сей день оставаясь одним из самых игнорируемых фильмов Фрица Ланга». Оценивая картину, Вик отмечает, что её нельзя назвать «ни непонятым шедевром, ни путаной мешаниной. Эта не поддающаяся классификации странная работа предстаёт сегодня как очень приятный и бесспорно странный фильм, эксцентричность которого делает его ещё более очаровательным». Картина обращает на себя внимание своими музыкальными номерами. В частности, она берёт начало в универсальном магазине с показа потребительских товаров, кассовых аппаратов и рук, принимающих деньги, под музыку брехтовской песни о капиталистической торговле с рефреном «нельзя получить что-то за ничто». Позднее ритмическое пение группы бывших заключённых сочетается с сюрреалистическим флэшбеком о тюремной жизни. Этот номер, по словам Вика, «сделан как музыкальный клип — только без музыки». Как далее указывает киновед, «безусловно, это самый причудливый фильм Ланга. Помимо необычных музыкальных номеров он также включает математическую демонстрацию, где Хелен у доски с мелом в руке объясняет банде, что преступление себя не окупает». Вик далее пишет, что «лёгкая тональность этой картины выделяет её из обычно мрачных произведений Ланга, и, возможно, по этой причине рассматривается как неверный шаг в его карьере». Хотя, «как и многие другие голливудские фильмы, которые не поддаются простому жанровому определению», эта картина столкнулась с проблемами, тем не менее, по словам Вика, «Рафт и Сидни очаровательны в своей забавной игре, а искренняя добрая странность всего происходящего делает фильм чем-то большим, чем просто любопытной странной штучкой».
Деннис Шварц рассматривает фильм как «единственную попытку Ланга сделать комедию в духе Деймона Раниона, хотя более серьёзной целью режиссёра было создание брехтовской поучительной пьесы с моральным уроком». В этой картине Ланг «смешивает романтическую историю, драму, мюзикл и криминальную историю». Критик напоминает, что «Ланг отверг этот фильм как осечку», с чем Шварц не согласен, «если, конечно, не сравнивать эту картину с великолепными фильмами нуар знаменитого режиссёра». И всё равно, по мнению киноведа, фильм чудесен своей романтической парой и восхитителен постоянной «романтической дуэлью» между ними. Как далее отмечает Шварц, «опытный сценарист Вирджиния ван Апп выдала первоклассный зрелый сценарий, который является здоровой комбинацией мыльной оперы и серьёзной драмы. Слабость фильма заключается в том, что он был странно задуман и запутан в отношении того, как его рассматривать, и ему не удаётся выдержать стилистическую цельность». Шварц также отмечает, что фильм памятен вступительным номером с рефреном «нельзя получить что-то за ничто», который сочинил Курт Вейль. Он звучит на фоне «широкого спектра товаров, которые можно купить в современном потребительском обществе. Они разложены по абстрактным визуальным схемам, сложены в пачки и организованы в повторяющиеся прямоугольные решётки», напоминая трёхмерные прямоугольные блоки, которые создавал Казимир Малевич. В заключение Шварц отмечает, что «возможно, фильм был принят кинокритиками так плохо, потому что не шёл в ногу с более ранними мрачными и таинственными фильмами Ланга, которые отличались большей глубиной. Однако этот лёгкий необычный фильм очень приятен, во многом благодаря своему забавному юмору и очаровательным главным актёрам. В результате по прошествии времени фильм оказывается намного лучше, чем это казалось первоначально».